# 賀茂石角
賀茂 石角（かも の いわつの）は奈良時代の貴族。氏は鴨とも記される。姓は朝臣。正五位下・賀茂堅麻呂の子。官位は主殿頭・従五位下。

## 経歴
聖武朝後期の天平17年（745年）路野上・太徳足・田辺高額・楢原東人らとともに、正六位上より外従五位下に叙せられる。同年4月に主殿助として同寮解に署名している。翌天平18年（746年）4月に従五位下（内位）・主殿頭に叙任された。

## 官歴
注記のないものは『続日本紀』による。
- 時期不詳：正六位上
- 天平17年（745年） 正月7日：外従五位下。4月頃：見主殿助[2]
- 天平18年（746年） 4月21日：主殿頭。22日：従五位下（内位）